# 52. Infanterie-Division (Deutsches Kaiserreich)
Die 52. Infanterie-Division war ein Großverband des deutschen Heeres im Ersten Weltkrieg.

## Geschichte
Die Division wurde am 1. März 1915 gebildet und nach ihrer Aufstellung ausschließlich an der Westfront eingesetzt. Nach Kriegsende kehrte sie in die Heimat zurück, wo sie im Januar 1919 demobilisiert und anschließend aufgelöst wurde.

### Gefechtskalender

#### 1915
- ab 23. Mai – Stellungskämpfe im Artois westlich Bapaume
  - 7. bis 13. Juni – Gefecht an der Serre

#### 1916

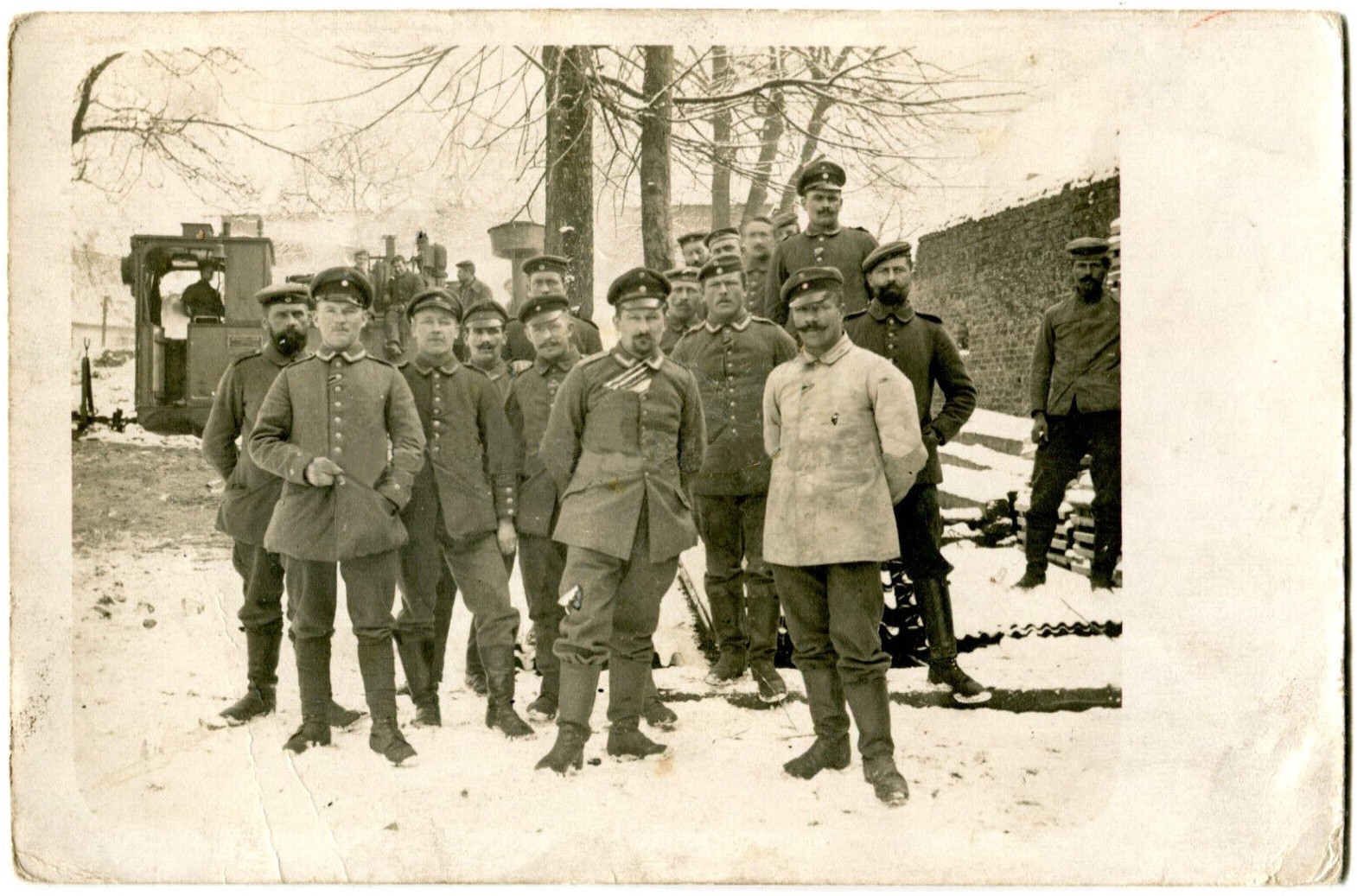
Soldaten der 52. Infanterie-Division vor einer Feldbahnlokomotive (März 1916)

- bis 23. Juni – Stellungskämpfe im Artois westlich Bapaume
- 24. Juni bis 26. November – Schlacht an der Somme
- ab 27. November – Stellungskämpfe an der Somme

#### 1917
- bis 5. Januar – Stellungskämpfe an der Somme
- 05. Januar bis 2. April – Stellungskämpfe im Oberelsass
- 02. bis 20. April – Reserve der OHL bei der Armeeabteilung B
- 20. April bis 27. Mai – Schlacht an der Aisne und in der Champagne
- 28. Mai bis 23. Oktober – Stellungskämpfe am Chemin des Dames
  - 23. Oktober – Gefecht bei Chavignon
  - 24. Oktober bis 2. November – Nachhutkämpfe an und südlich der Ailette
- ab 1. November – Stellungskämpfe in der Champagne

#### 1918
- bis 15. März – Stellungskämpfe in der Champagne
- 21. März bis 6. April – Große Schlacht in Frankreich
  - 25. bis 31. März – Verfolgungskämpfe bis Montdidier-Noyon
- 07. April bis 5. Mai – Kämpfe an der Avre und bei Montdidier und Noyon
- 06. bis 26. Mai – Reserve der OHL
- 27. Mai bis 13. Juni – Schlacht bei Soissons und Reims
  - 27. Mai – Erstürmung der Höhen des Chemin des Dames
- 14. bis 21. Juni – Stellungskämpfe zwischen Oise, Aisne und Marne
- 21. Juni bis 4. August – Stellungskämpfe in Französisch-Flandern und Artois
- 05. bis 18. August – Kämpfe vor der Front Ypern-La Bassée
- 21. August bis 2. September – Schlacht bei Monchy-Bapaume
  - 25. bis 28. August – Kämpfe um Thilloy
- 03. bis 7. September – Kämpfe vor der Siegfriedfront
- 09. bis 22. September – Stellungskrieg in Flandern
- 22. bis 28. September – Stellungskämpfe in Lothringen
- 29. September bis 31. Oktober – Abwehrschlacht zwischen Argonnen und Maas
- 29. September bis 11. November – Abwehrschlacht in der Champagne und an der Maas
  - 1. bis 11. November – Abwehrkämpfe zwischen Aire und Maas, Rückzugskämpfe und Übergang auf das rechte Maasufer
- ab 12. November – Räumung des besetzten Gebietes und Marsch in die Heimat

## Gliederung

### Kriegsgliederung vom 6. März 1915
- 104. Infanterie-Brigade
  - 3. Magdeburgisches Infanterie-Regiment Nr. 66
  - 8. Badisches Infanterie-Regiment Nr. 169
  - 9. Badisches Infanterie-Regiment Nr. 170
  - Radfahr-Kompanie Nr. 52
  - 4. Eskadron/Ulanen-Regiment „Hennigs von Treffenfeld“ (Altmärkisches) Nr. 16
- 52. Feldartillerie-Brigade
  - Feldartillerie-Regiment Nr. 103
  - Feldartillerie-Regiment Nr. 104
  - Fußartillerie-Bataillon Nr. 52
  - Pionier-Kompanie Nr. 103
  - Pionier-Kompanie Nr. 104

### Kriegsgliederung vom 26. Mai 1918
- 56. Infanterie-Brigade
  - Infanterie-Regiment „Markgraf Ludwig Wilhelm“ (3. Badisches) Nr. 111
  - 8. Badisches Infanterie-Regiment Nr. 169
  - 9. Badisches Infanterie-Regiment Nr. 170
  - MG-Scharfschützen-Abteilung Nr. 38
  - 4. Eskadron/Ulanen-Regiment „Hennigs von Treffenfeld“ (Altmärkisches) Nr. 16
- Artillerie-Kommandeur Nr. 52
  - Feldartillerie-Regiment Nr. 104
  - II. Bataillon/Reserve-Fußartillerie-Regiment Nr. 17
- Pionier-Bataillon Nr. 137
- Divisions-Nachrichten-Kommandeur Nr. 52

## Kommandeure
| Dienstgrad      | Name               | Datum                                 |
| --------------- | ------------------ | ------------------------------------- |
| Generalleutnant | Karl von Borries   | 03. März 1915 bis 22. Oktober 1918    |
| Generalmajor    | Eugen Glück        | 25. Oktober bis 11. Dezember 1918     |
| Generalmajor    | Wilhelm Ribbentrop | 12. Dezember 1918 bis 23. Januar 1919 |